# Rebekka Kadijk
Rebekka Kadijk (Werkendam, 16 juni 1979) is een Nederlands volleyballer en beachvolleyballer. Met verschillende partners werd Kadijk negen keer Nederlands kampioen bij het beachvolleybal. Ook kwam ze uit op de Olympische Spelen van 2000, 2004 en 2008.
Aanvankelijk richtte Kadijk zich op volleybal. In 1995 maakte ze deel uit van de nationale jeugdselectie. Vanaf 1997 vormde ze met haar zus Debora een beachvolleybalteam. Het duo werd tussen 1997 en 2000 ieder jaar Nederlands kampioen en haalde op de Europese kampioenschappen een zilveren (1998) en een bronzen medaille (2000). Bij de wereldkampioenschappen in 1997 en 1999 bereikte het duo de achtste finales. Op de Olympische Zomerspelen 2000 had het team geen succes, de twee wedstrijden die ze speelden gingen beiden verloren. Debora Kadijk besloot na de Spelen te stoppen. Rebekka Kadijk richtte zich vanaf 2001 uitsluitend op het beachvolleybal en ging verder met Marrit Leenstra.
Leenstra en Kadijk werden in 2001, 2002 en 2004 Nederlands kampioen, stonden in 2002 in de finale van het Europees kampioenschap en wonnen in 2003 een World Cup in het Chinese Lianyungang. Op de Olympische Zomerspelen in 2004 werd het duo echter zonder een overwinning te halen uitgeschakeld in de groepsfase. Met haar nieuwe partner Merel Mooren werd Kadijk in 2005 en 2006 opnieuw Nederlands kampioen en werd in dezelfde jaren op het Europees kampioenschap een tweede plaats bereikt. Met Mooren plaatste Kadijk zich voor de Olympische Zomerspelen 2008.
Kadijk maakte op 21 oktober 2008 bekend te stoppen met beachvolleybal.

## Persoonlijk
Kadijk studeerde commerciële economie en is getrouwd met Richard de Kogel, die eveneens actief is als beachvolleyballer. Ze is een tante van beachvolleyballer Raïsa Schoon.
Debora Kadijk · Rebekka Kadijk
Rebekka Kadijk · Marrit Leenstra
Rebekka Kadijk · Merel Mooren